# 스탄

스탄(페르시아어: ـستان -stān, 문화어: 스딴)은 지방이나 나라를 뜻하는 접미사이다. 다른 인도유럽어족의 라틴어 status, stadium영어 stand, state 와 같은 어원을 공유다.

## 독립국
- 카자흐스탄
- 우즈베키스탄
- 키르기스스탄
- 타지키스탄
- 투르크메니스탄
- 아프가니스탄
- 파키스탄
- 인도 (힌두스탄)
- 아르메니아 아르메니아어: Հայաստան (하야스탄)

## 기타지역 또는 미승인 국가

### 러시아
- 바슈코르토스탄 (러시아)
- 타타르스탄 (러시아)

- 다게스탄(러시아)

### 중화인민공화국
- 투르키스탄 혹은 동투르키스탄

### 파키스탄
- 발루치스탄
- 와지리스탄

### 인도
- 라자스탄(인도)

### 이란
- 쿠르디스탄
- 로레스탄 주
- 후제스탄
- 골레스탄 주
- 아제리스탄

#### 아제리스탄(이란)
동아제르바이잔 주와 서아제르바이잔 주로(이란 북서부 아제르바이잔과 가까이 접해있는 지역. 아제르바이잔인들이 많이사는 곳이다.) 나뉨.

### 조지아
- 남오세티야 오세트어: Хуссар Ирыстон 후사르 이러스톤

### 우즈베키스탄
- 카라칼파크스탄

### 이라크
- 쿠르디스탄

### 아프가니스탄
- 누리스탄

### 시리아
- 쿠르디스탄

### 튀르키예
- 쿠르디스탄

## 마이크로네이션

### 한국
글루스탄
샤하리스탄
올리반스탄.

### 미국
- 슬로우자마스탄

(  )

## 옛 지명
- 동파키스탄(방글라데시)

## 각 언어로써의 국호
페르시아어(이란의 언어)의 특징상 주변국의 ㅣ를 ㅔ로 발음하고 주변국의 ㅜ를 ㅗ로 발음하며 ㅏ와 ㅓ를 적잖게 구별하는데, 편의상 아래 표에 ㅏ,ㅣ,ㅜ만을 사용.(쉽게 일러 이란에서는 지명 어미에 ㅔ스탄으로만 끝내는데 아래 표에서는 ㅣ스탄으로만)
| 공식 명칭      | 페르시아어 이름                    | 튀르키예어 이름                  | 아르메니아어 이름  |
| -------------- | ---------------------------------- | -------------------------------- | ------------------ |
| 아르메니아     | 알마니스탄 ارمنستان                | 엘메니스탄 Ermenistan            | 하야스탄 Հայաստան  |
| 불가리아       | 불가리스탄 بلغارستان               | 불가리스탄 Bulgaristan           |                    |
| 크로아티아     |                                    | 흘ᄫㅏ 티스탄 Hırvatistan        |                    |
| 잉글랜드       | 잉길리스탄 انگلستان (울두어로도)   |                                  |                    |
| 구르쟈         | 굴지스탄 گرجستان                   | 귈지스탄 Gürcistan               | ᄫ라스탄 Վրաստան   |
| 그리스         |                                    | 유나니스탄 Yunanistan            | 후나스탄 Հունաստան |
| 헝가리         | 마자리스탄 مجارستان                | 마자리스탄 Macaristan            |                    |
| 인도           | 힌두스탄                           | 힌디스탄 Hindistan               |                    |
| 헝가리         | 묵울리스탄 مغولستان                | 목올리스탄 Moğolistan            |                    |
| 폴란드         | 리하(레허)스탄 لهستان              |                                  | 레하스탄 Լեհաստան  |
| 사우디아라비아 | 아라비스탄 이 스우디 عربستان سعودی | 수우디아라비스탄 Suudi Arabistan |                    |
| 세르비아       | 실비(셀베)스탄 صربستان             | 슬비스탄 Sırbistan               |                    |

## 스탄 지역의 특징과 문화
대게 중앙아시아에 속해 있으며, 구 소련 시절에 소련령이었거나 영향력이 닿았던 곳이다. 주민은 대부분 무슬림이다.